# Horacio de Dios
Horacio de Dios (Buenos Aires, 3 de septiembre de 1930 - Ibidem. 5 de enero de 2021) fue un periodista argentino.

## Biografía
Comenzó su actividad periodística en la agencia Télam, en La Razón y El Mundo para pasar luego a la revista Gente y a realizar diversas coberturas especiales para Telenoche, el noticiero de Canal 13.
La Fundación Konex lo premió con el Premio Konex 1987 en Divulgación. Recibió en dos oportunidades el Premio Mergenthaler de la Sociedad Interamericana de Prensa.
Desde 1990 fue columnista de La Nación.
En 1993, junto con su hijo Julián, creó «de Dios Editores», una editorial familiar especializada en guías de viajes y turismo.